# Holt (тракторы)

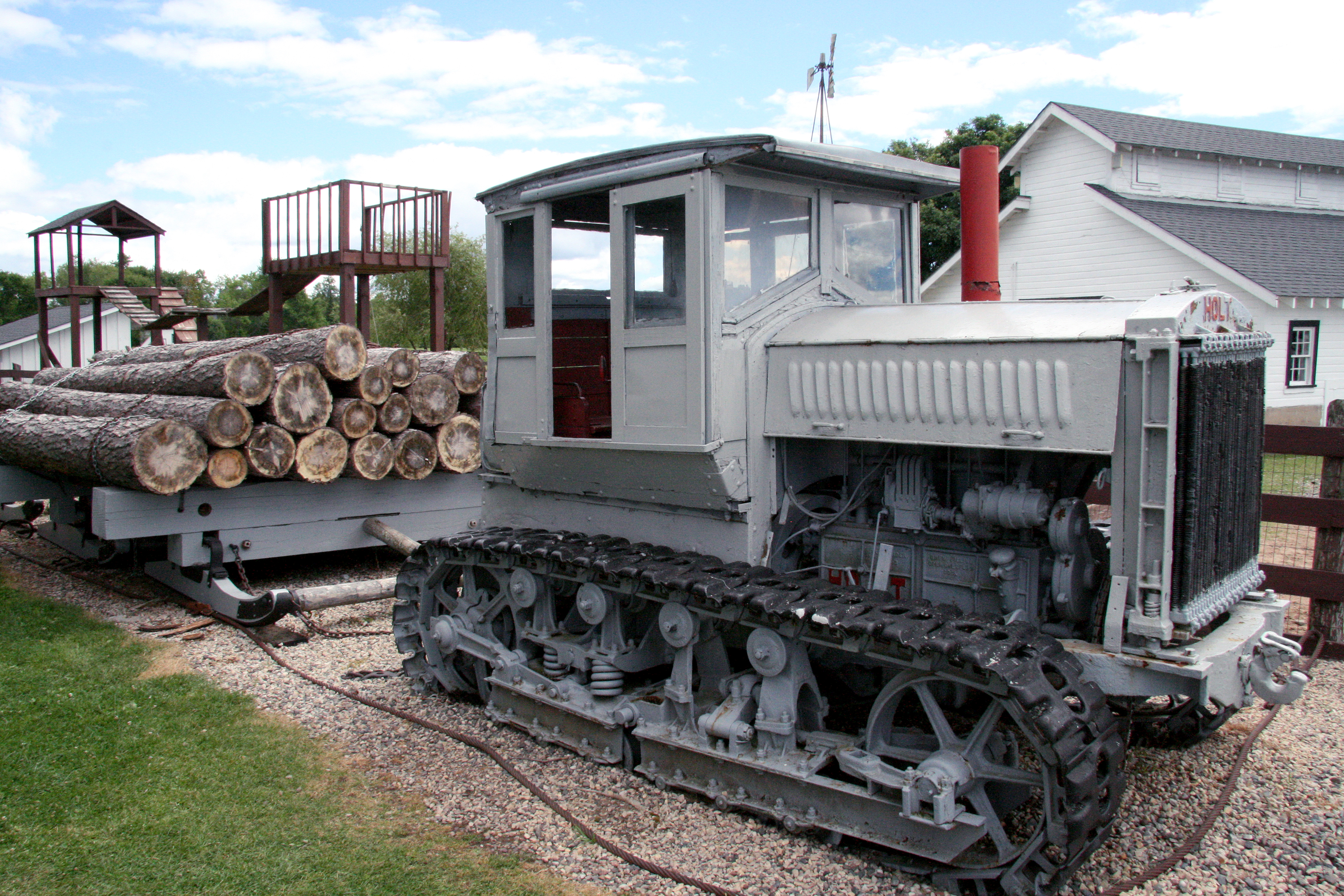
Трактор Holt (до 1925)

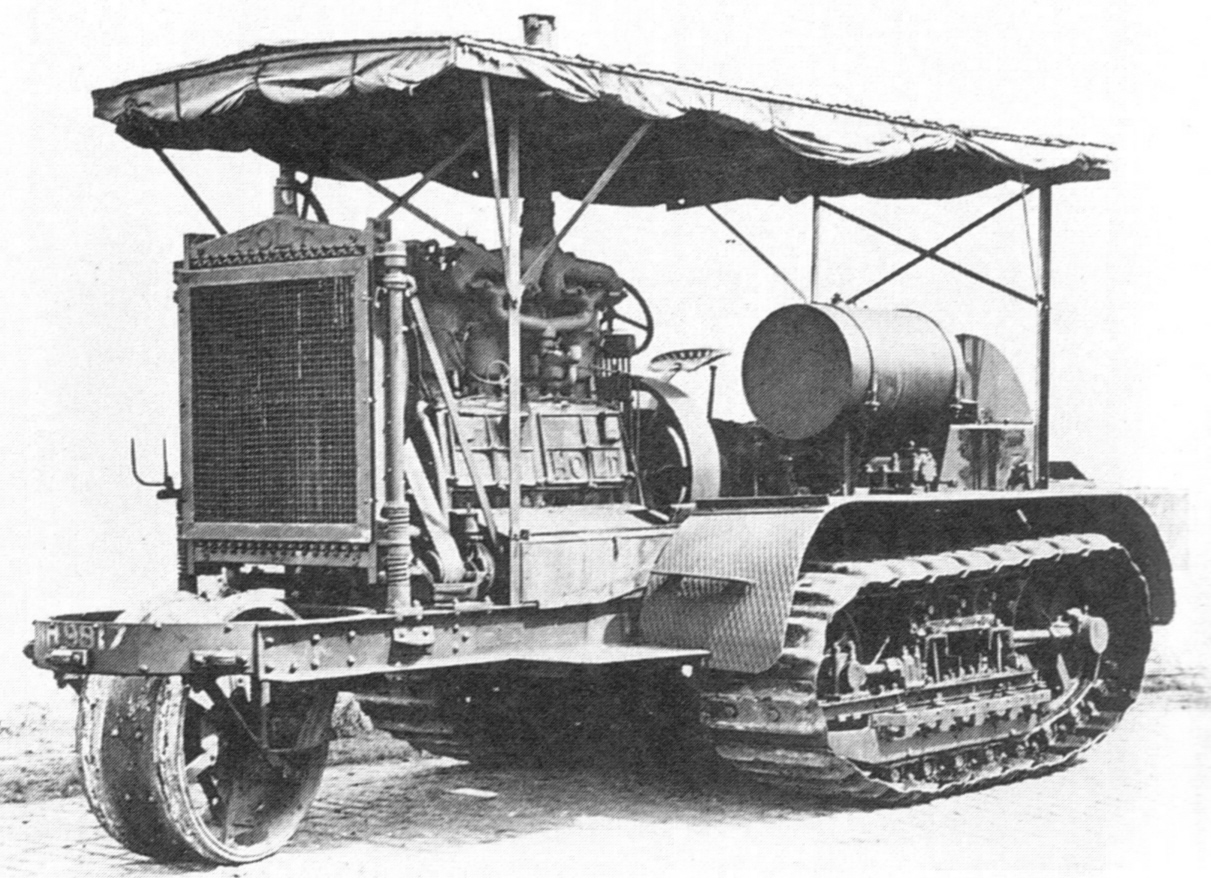
Трактор Holt 120, около 1914

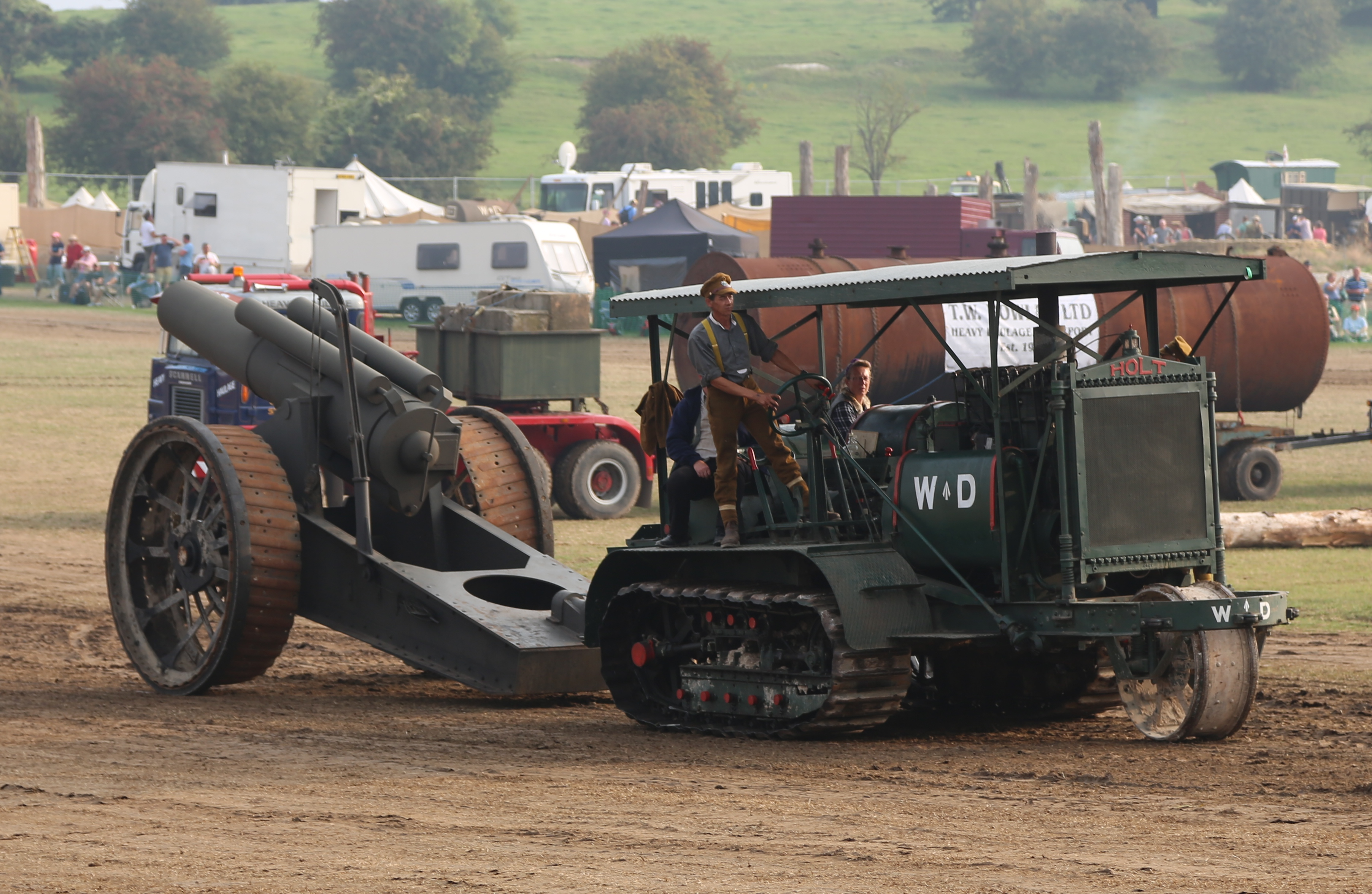
Трактор Holt 75 буксирует реплику 8-дюймовой гаубицы

Тракторы Holt — это семейство тракторов, созданных компанией Holt Manufacturing Company, названной в честь Бенджамина Холта.

## Гражданское применение
В промежутке между 1908 и 1913, 27 из 100 первых гусеничных тракторов Holt использовались во время работ над Лос-Анджелесским Акведуком, что послужило хорошим испытанием для этих машин.

## Военное применение
Тракторы Holt применялись во время Первой мировой войны войсками Антанты в качестве артиллерийских тягачей, в том числе для 9,2-дюймовой гаубицы и 8-дюймовой гаубицы Mk V. Около 2000 тракторов Holt 75, 698 тракторов Holt 120 и 63 трактора Holt 60 использовались военными во время войны.
Так же трактор стал основой для многих первых танков, таких как французские Сен-Шамон, Шнейдер и немецкий A7V.

Panzerwagen A7V

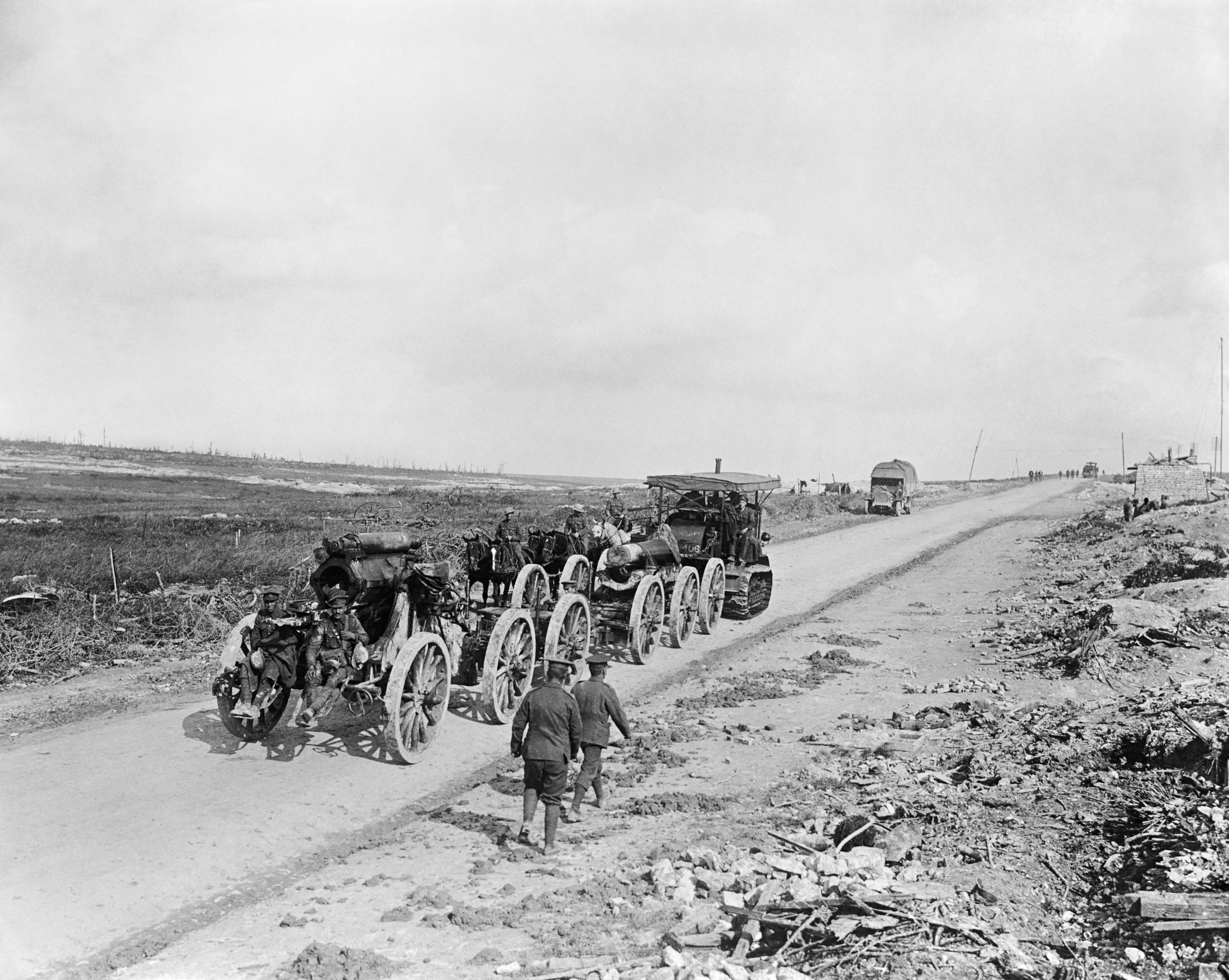
Трактор Holt буксирует 9,2-дюймовую гаубицу на передовую в Битве при Сомме Июль-Ноябрь 1916

## Технические характеристики
Как минимум 3 различных модели использовались военными: Holt 75, Holt 120 и, в меньшей степени, Holt 60.
Производство Holt 75 началось в 1913 году. Его бензиновый двигатель обеспечивал максимальную скорость чуть более 24 км/ч. В Британии компанией Ruston & Hornsby из Линкольна были произведены 442 экземпляра Holt 75, в дополнении к тем что производились в США. Производство Holt 75 продолжилось и после окончания войны, вплоть до 1924 года.
Holt 75 имел 120 лошадиных сил, обладал рулём румпельного типа, расположенным спереди. Вес составлял более 8 тонн. Трактор был разработан в связи с запросом военных на тяжёлый артиллерийский тягач. Прототип был изготовлен в 1914, а производство началось в 1915 году.
Holt 60, ограниченно применявшийся во время войны, был представлен в 1911 году.

## Литература

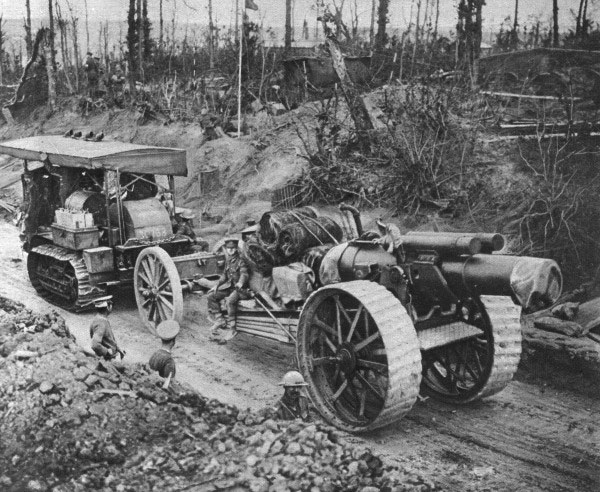
8-дюймовая гаубица Mk V буксируется трактором Holt во время Битвы при Сомме, 1916